# Опсада Саксонаца
Опсада Саксонаца (енгл. Siege of the Saxons) је амерички авантуристички филм из 1963. године, режисера Нејтана Х. Јурана, према сценарију који су написали Џон Кон и Џад Кинберг. Главне улоге у филму тумаче Џенет Скот и Роналд Луис, а радња је смештена у време краља Артура, али, као и код многих филмова са артуријанском тематиком, сетови и стил су из средњовековне Енглеске. Прича је такође у великој мери инспирисана легендом о Робину Худу.

## Радња
Краљ Артур сазнаје да један од његових витезова планира да преузме власт и ожени његову ћерку Кетрин. Недуго потом, војници дволичног Едмунда од Корнвола убијају краља. Међутим, Кетрин успева да побегне уз помоћ одметника Роберта Маршала. Тврдећи да је Кетрин мртва, Едмунд се спрема да заузме престо у савезу са саксонским освајачима.
Након што су се више пута нашли близу смрти од стране злокобног шепајућег човека, Кетрин и Роберт, као и други лојални сународници спасавају великог чаробњака Мерлина из руку Едмундових људи како би им он помогао да спасу Камелот и Енглеску. Стижу у Камелот баш када се Едмунд спрема да буде крунисан. По Мерлиновом савету, Роберт изазива Едмунда да га убије као издајника, користећи Артуров мач Екскалибур.
Едмунд не може да извуче мач из корица, након чега Роберт даје мач Кетрин, законитој наследници, која га лако извлачи. Кетрин је на двору призната као нова краљица. После битке против преосталих Едмундових људи и нападачких снага Саксонаца, Кетринина војска је победила. Она нуди земљу Едмунда и других издајника Роберту, како би он могао да влада уз њу као краљ.

## Улоге
| Глумац          | Улога              |
| --------------- | ------------------ |
| Џенет Скот      | Кетрин             |
| Роберт Луис     | Роберт Маршал      |
| Роналд Хауард   | Едмунд од Корнвола |
| Марк Дигнам     | краљ Артур         |
| Џон Лори        | Мерлин             |
| Џером Вилис     | шепајући човек     |
| Чарлс Лојд-Пек  | доктор             |
| Франсис де Волф | ковач              |